# سارا جسیکا پارکر
سارا جسیکا پارکر (به انگلیسی: Sarah Jessica Parker) (زاده ۲۵ مارس ۱۹۶۵) بازیگر آمریکایی است.

## گزیده فیلم‌شناسی
- آزاد (۱۹۸۴)
- دخترها فقط می‌خواهند لذت ببرند (۱۹۸۶)
- پرواز مسیریاب (۱۹۸۶)
- داستان ال.ای (۱۹۹۱)
- ماه عسل در وگاس (۱۹۹۲)
- شعبده‌بازی (۱۹۹۳)
- فاصله قابل توجه
- اد وود (۱۹۹۴)
- مریخ حمله می‌کند! (۱۹۹۶)
- تا تو بودی (۱۹۹۷)
- دادلی دو-رایت (۱۹۹۹)
- اگر لوسی سقوط می‌کرد
- ایالتی و اصلی
- خانواده استون (۲۰۰۵)
- غریبه‌ها با آبنبات (۲۰۰۵)
- شکست در اجرا (۲۰۰۶)
- افراد باهوش (۲۰۰۸)
- سکس و شهر (۲۰۰۸)
- سکس و شهر ۲ (۲۰۱۰)
- لاولیس
- من نمیدونم (۲۰۱۱)
- شب سال نو (۲۰۱۱)
- اینجا و الان (۲۰۱۸)
- فرار از سیاره زمین (۲۰۱۳) (صداپیشه)
- سکس و شهر (مجموعه تلویزیونی)
- همه راه‌ها به رم ختم می‌شوند (۲۰۱۵)

## نگارخانه

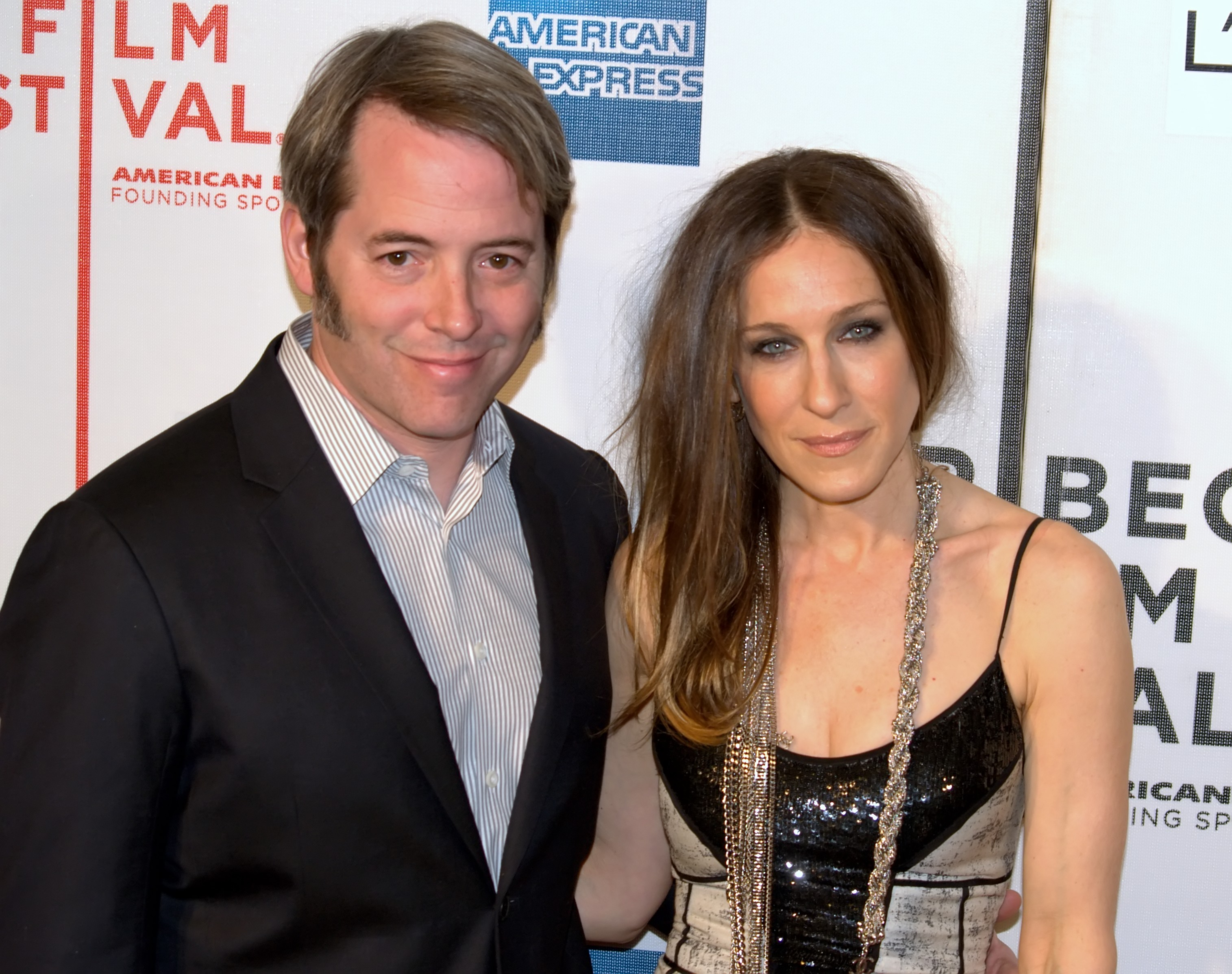
متیو برودریک و سارا جسیکا پارکر